# Miltogramma tscharykulievi
Miltogramma tscharykulievi är en tvåvingeart som beskrevs av Yu. G. Verves 1978. Miltogramma tscharykulievi ingår i släktet Miltogramma och familjen köttflugor.
Artens utbredningsområde är Turkmenistan. Inga underarter finns listade i Catalogue of Life.